# Carro lanciafiamme

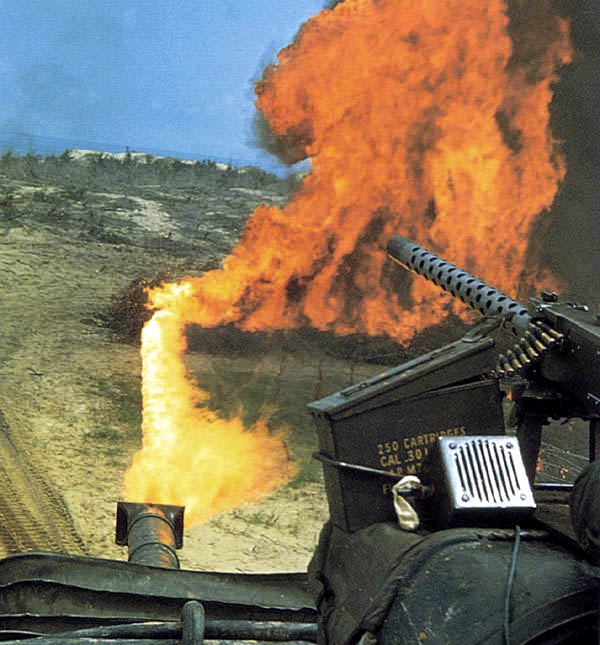
Carro lanciafiamme

Il Carro lanciafiamme è una tipologia di carro armato equipaggiata con uno o più lanciafiamme. L'utilizzo di tali carri avvenne maggiormente durante la seconda guerra mondiale, dove li utilizzarono sia le potenze dell'asse (Germania, Italia e Giappone) sia gli Alleati (Francia, Inghilterra, Russia e Stati Uniti).
Oggi i carri lanciafiamme sono ritenuti obsoleti, infatti sono preferite le bombe termobariche e le lance Shredder a gittata medio-lunga.

## Caratteristiche
L'idea di dotare un carro armato con un lanciafiamme nacque durante la prima guerra mondiale, quando appunto iniziò l'uso del carro armato. I carri lanciafiamme erano infatti molto meno vulnerabili rispetto a i lanciafiamme tradizionali, poiché appunto erano montati su un veicolo corazzato. Nell'ultimo conflitto mondiale il loro utilizzo fu vasto grazie alla grande capacità dei serbatoi di propellente e la lunga gittata dei lanciafiamme. I carri lanciafiamme molto spesso venivano utilizzati per il supporto alla fanteria, per esempio quando era necessario conquistare o distruggere un bunker nemico, come accadde nella battaglia di Iwo Jima e Tarawa dove ne vennero utilizzati molti. Tuttavia i carri lanciafiamme a causa della loro corta gittata, rispetto agli armamenti convenzionali montati sui carri armati, erano pressoché inutili in campi di battaglia aperti; e non disponevano delle contromisure per difendersi dalle armi anticarro nemiche. L'esperienza e la necessità portarono i tedeschi a dotare i loro Panzer II e Panzer III sia con il cannone principale o anticarro sia con il lanciafiamme. Mentre il Panzer IV non venne mai convertito a lanciafiamme. Mentre gli inglesi usavano il Churchill Crocodiles in versione lanciafiamme gli americani ricevettero durante la battaglia di Brest alcuni M4 Sherman dotati di lanciafiamme. Sempre durante la seconda guerra mondiale i canadesi e gli olandesi usarono i Wasp come carri lanciafiamme.

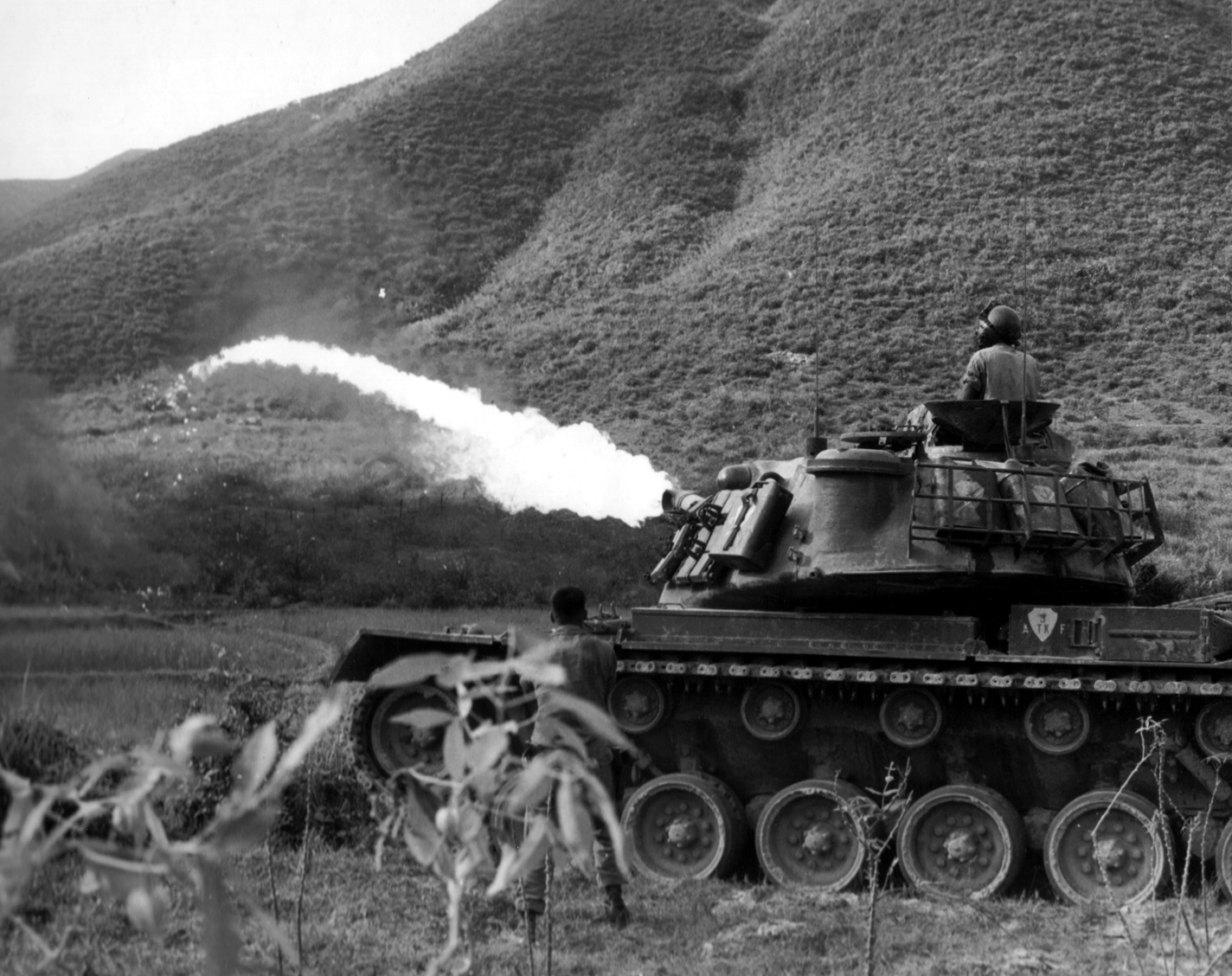
Carro lanciafiamme in funzione

## Utilizzatori

### Seconda guerra mondiale

#### Potenze dell'asse
Germania (Heer)
- Panzer II versione lanciafiamme
- Hetzer versione lanciafiamme
- Char B1
- Panzer III
- Sturmgeschütz III

 Italia (Regio Esercito)
- CV35
- L6/40

 Giappone (Dai-Nippon Teikoku Rikugun)
- Type 97 Chi-Ha

#### Alleati

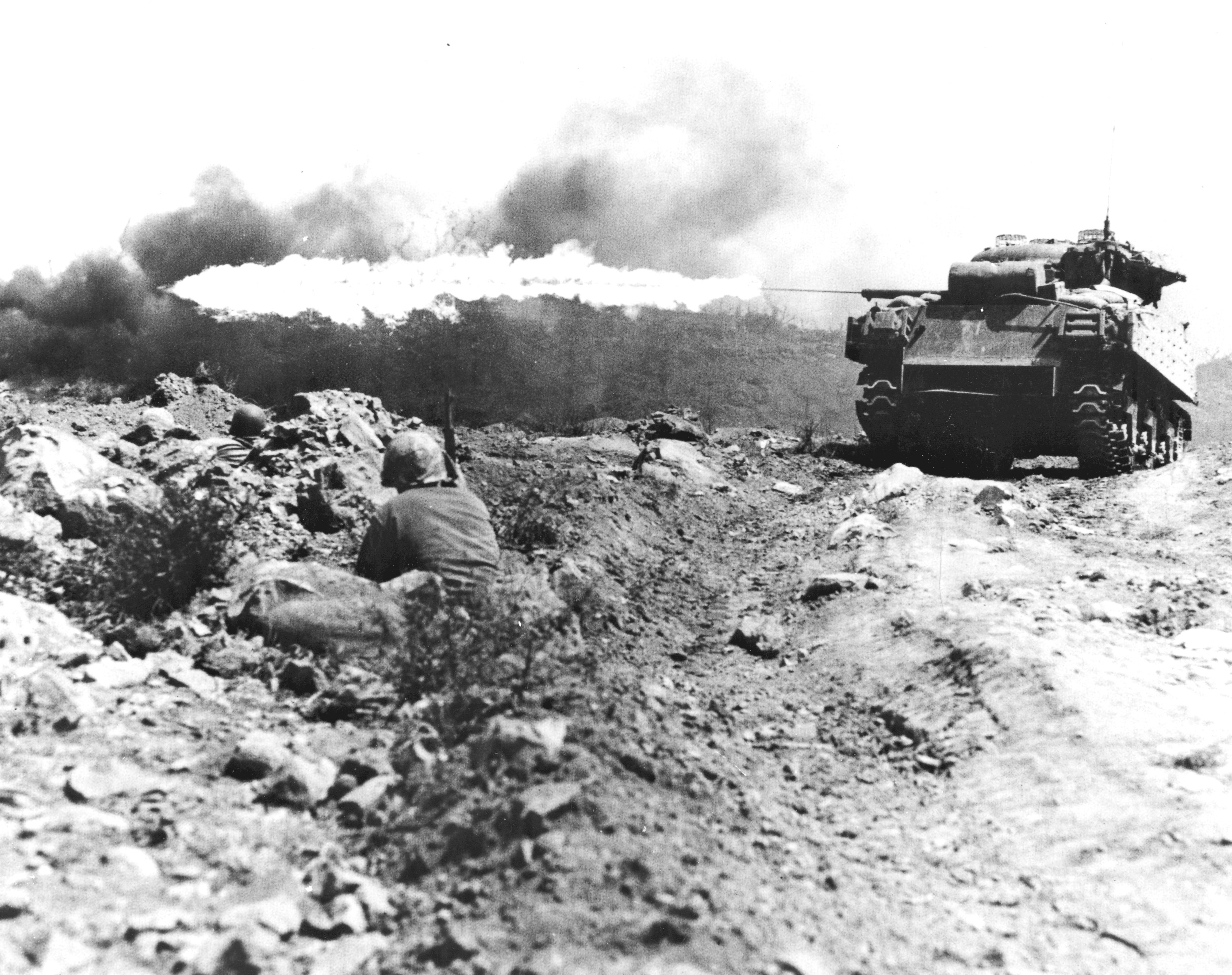
Carro lanciafiamme alleato

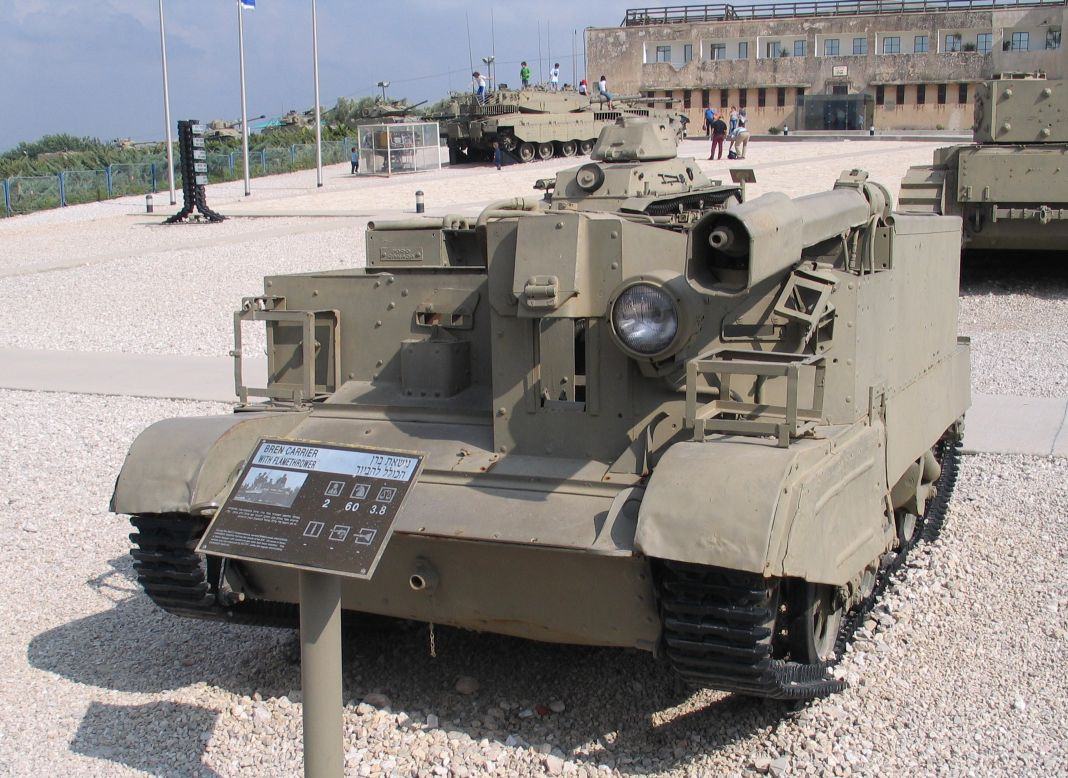
Un Universal Carrier dotato di lanciafiamme

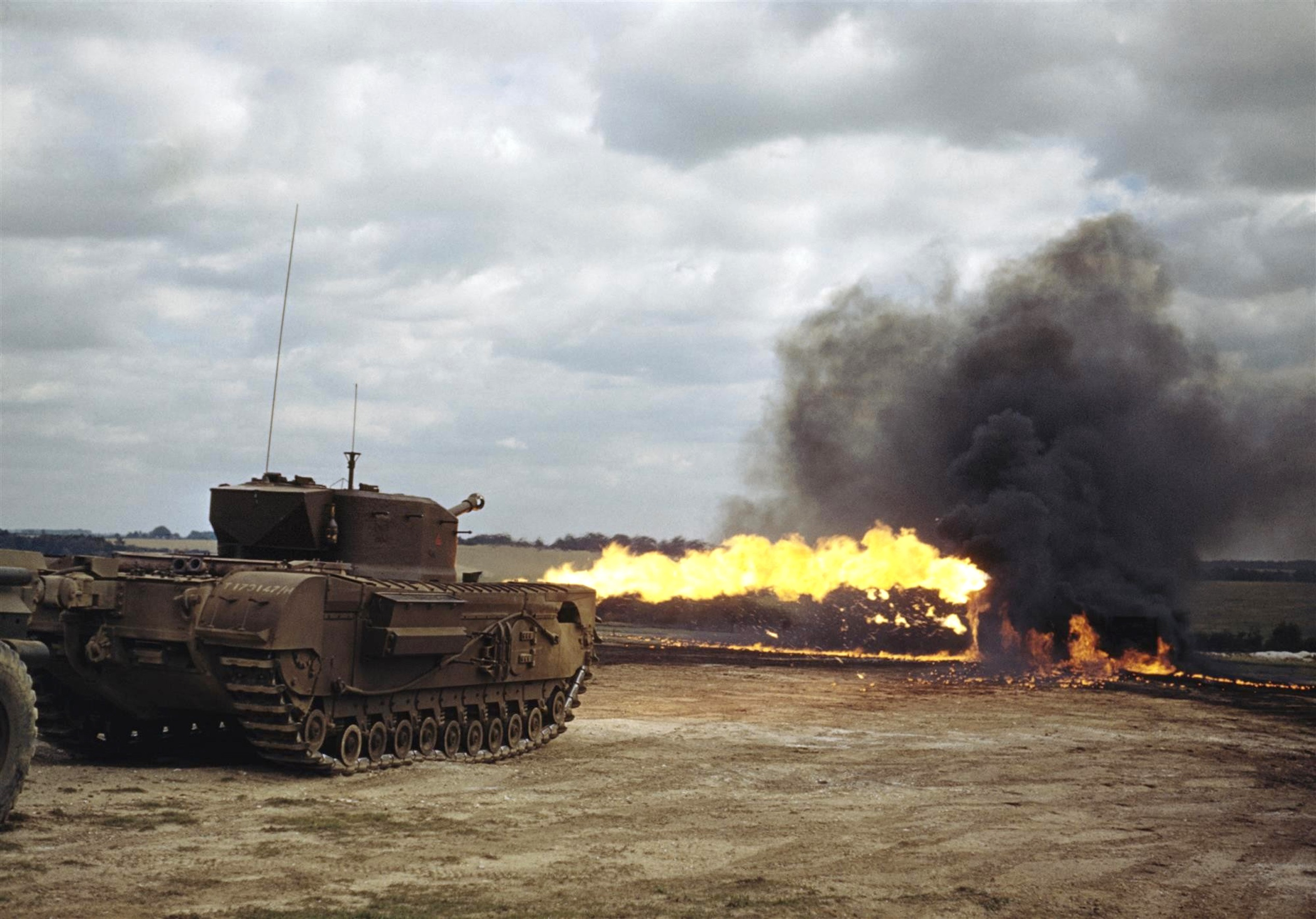
Carro Churchill con lanciafiamme

Regno Unito (Royal Army)
- Mk IV Churchill
- Churchill Crocodile
- Mk II Matilda

 Stati Uniti (US Army)
- M4 Sherman
- M3/M5 Stuart

 Canada (Canadian Forces Land Force Command)
- M4 Sherman
- Universal Carrier

 Unione Sovietica (Armata Rossa)
- T-34
- KV-1
- T-26
- T-27

### Secondo dopoguerra e guerra fredda
- M67 Zippo
- T-54/55
- T-62